# اسکانیا سری کا
اسکانیا سری کا (به انگلیسی: Scania K-series) یک مدل از اتوبوس‌های تولید شده شرکت اسکانیا است. این مدل مجهز به یک سری موتور با قدرت‌های ۲۳۰ اسب بخار تا ۴۷۰ اسب بخار است که در مدل‌های مختلف بسته به نوع استفاده در آن بکار گرفته شده است. این سری دارای استاندارد یورو پنج است.